# Picot de Lewis
El picot de Lewis (Melanerpes lewis) és una espècie d'ocell de la família dels pícids (Picidae) que habita boscos i horts de l'oest d'Amèrica del nord, al sud de la Colúmbia Britànica, sud-oest d'Alberta, Montana, sud-oest de Dakota del Sud i nord-oest de Nebraska, Califòrnia, Arizona, sud de Nou Mèxic i est de Colorado. Les poblacions septentrionals passen l'hivern més cap al sud, arribant fins al nord-oest de Mèxic.